# Les Ailes de l'enfer
Pour plus de détails, voir Fiche technique et Distribution.
Les Ailes de l'enfer ou Air Bagnards au Québec (Con Air) est un film américain réalisé par Simon West, sorti en 1997. Il s'agit de son premier long métrage.

## Synopsis
Cameron Poe (Nicolas Cage) est un Ranger de l'armée américaine. Il revient tout juste à Mobile en Alabama, après avoir servi durant la guerre du Golfe. Il retrouve sa femme enceinte, Tricia. Elle est importunée par des ivrognes. En se défendant, Cameron tue involontairement l'un des hommes et doit passer sept ans sous les verrous. Son avocat lui conseille de plaider coupable d'homicide involontaire. Il reçoit finalement une peine de comprise entre sept et dix ans. Il parvient à supporter sa peine grâce aux nombreux courriers envoyées par sa fille Casey, qu'il n'a jamais vue. Il bénéficie aussi du soutien de son codétenu diabétique Mike O'Dell, surnommé Baby-O.
Huit ans plus tard, Cameron obtient enfin sa libération conditionnelle. Il doit rentrer chez lui à bord d'un avion Fairchild C-123 Provider du Justice prisoner and alien transportation system aussi appelé Con Air. Ce vol exceptionnel réunit les criminels les plus dangereux du pays, qui doivent être transférés au sein d'une toute nouvelle prison supermax en Alabama, après une escale à Carson City. Il y a notamment l'assassin multirécidiviste Cyrus Grissom (surnommé « Cyrus le Virus »), l'Afro-américain Nathan "Diamond Dog" Jones qui a fait sauter un immeuble, le tueur de masse William "Billy Bedlam" Bedford ou encore le violeur John "Johnny 23" Baca. Il y a également Joe Parker, surnommé « Maboul » (Pinball en VO) un détenu de bas niveau reconnu coupable de trafic héroïne, de vol à main armée et d'incendie criminel. l'agent de la DEA Willie Sims embarque comme infiltré pour avoir des informations sur le parrain de la drogue Francisco Cindino. Baby-O est aussi du voyage. Les criminels parviennent rapidement à prendre le contrôle de l'appareil sous la direction de Cyrus Grissom, aidé de Pinball. Willie Sims se fait vite repérer et abattre par Cyrus. Au sol, personne ne sait ce qui se passe à bord de l'avion. À Carson City, les détenus se font passer pour les Marshals et procèdent à l'échange de nouveau prisonniers. Certains descendent et d'autres montent. Parmi eux, Earl Williams dit « Le Crapaud » (Swamp Thing en VO), qui va piloter l'avion ou encore le tueur en série Garland Greene dit "le boucher de Marietta". Francisco Cindino est également transféré dans l'avion. Au même moment, le Marshal Vince Larkin découvre des plans dans la cellule de Cyrus et alerte ses collègues, mais les détenus parviennent à faire décoller le Fairchild et quittent Carson City. Cyrus projette d'aller au Mexique. Alors que les fédéraux au sol envisagent de détruire l'avion, Larkin s'y oppose, persuadé que Cameron pourrait devenir leur allié. Cela n'est du tout l'avis de son supérieur Skip Devers ou de l'agent de la DEA Duncan Malloy, qui souhaite venger la mort de son collègue Willie. Cameron trouve cependant un moyen d'avertir Larkin de leur destination. Larkin rencontre par ailleurs la femme de Cameron pour en savoir plus sur lui.
Dans l'avion, William Bedford découvre que Cameron vient d'avoir sa liberté, ce qu'il avait tenté de cacher. L'ancien ranger parvient à le tuer. De son côté, Larkin vole la Corvette C2 de Malloy pour tenter d'arriver à temps à l'endroit que lui a indiqué Cameron, sur le petit aéroport de Lerner Field. Sur place, des hommes de Francisco Cindino doivent arriver avec un nouvel avion. Cameron découvre qu'en réalité les sbires de Cindino sont déjà là et que le trafiquant voulait abandonner les autres détenus. Cameron rencontre par ailleurs Larkin et lui fait part de ses bonnes intentions : il veut retourner dans l'avion pour sauver Baby'O et éviter un carnage (une garde, Sally Bishop, est toujours à bord). Cyrus découvre la trahison de Cindino et le fait exploser avec son jet privé. Cyrus prépare ensuite une embuscade aux policiers et agents qui arrivent à Lerner Field. De son côté, Cameron tente de survivre et cherche de l'insuline pour son ami.
Cyrus et les détenus parviennent à redécoller, pris en chasse par les hélicoptères des Marshals et de la DEA. Cyrus cherche qui est la taupe parmi les criminels et découvre une lettre de Casey, la fille de Cameron. Il tire sur Baby'O, qui s'est dénoncé pour sauver la vie de Cameron, veut toujours détruire l'avion, malgré les protestations de Larkin. Cameron parvient à prendre le contrôle de l'avion et avertit Larkin et Malloy. Mal en point, l'avion va s'écraser près de Las Vegas. Alors que la plupart des détenus sont arrêtés, Cyrus et quelques autres sont introuvables et fuient en volant un camion de pompiers. Larkin et Cameron se lancent à leur poursuite sur des motos de police. Ils parviennent finalement à les stopper et les tuer. Cameron retrouve enfin sa femme et voit sa fille, qui fête son anniversaire. Dans un casino, Garland Greene est parvenu à s'échapper et joue à une table.

## Fiche technique
Sauf indication contraire, les informations mentionnées dans cette section peuvent être confirmées par les bases de données cinématographiques IMDb et Allociné,  présentes dans la section « Liens externes ».
- Titre original : Con Air
- Titre français : Les Ailes de l'enfer
- Titre québécois : Air Bagnards[1].
- Réalisation : Simon West
- Scénario : Scott Rosenberg
- Musique : Mark Mancina et Trevor Rabin[2]
  - Chanson de Diane Warren
- Direction artistique : Chas. Butcher et Edward T. McAvoy
- Décors : Debra Echard
- Costumes : Bobbie Read
- Photographie : David Tattersall
- Son : Kevin O'Connell, Greg P. Russell, Art Rochester, George Watters II
- Montage : Chris Lebenzon, Steve Mirkovich (en) et Glen Scantlebury
- Production : Jerry Bruckheimer
  - Production déléguée : Peter Bogart, Jonathan Hensleigh, Jim Kouf, Lynn Kouf (Lynn Bigelow) et Chad Oman
  - Production associée : Kenny Bates
- Sociétés de production : Jerry Bruckheimer Films, Kouf/Bigelow Productions, Runway Pictures et Hiett Designs of Las Vegas, présenté par Touchstone Pictures
- Sociétés de distribution : Buena Vista Pictures (États-Unis) ; Gaumont Buena Vista International (France) ; Buena Vista Pictures Distribution (Québec)
- Budget : 75 millions de $[3],[4]
- Pays de production :  États-Unis
- Langue originale : anglais, espagnol
- Format : couleur (Technicolor) — 35 mm — 2,39:1 (Panavision) — son DTS / Dolby Digital / SDDS
- Genre : action, policier, thriller
- Durée : 115 minutes ; 123 minutes (version longue aux États-Unis)
- Dates de sortie[5] :
  - États-Unis, Québec : 6 juin 1997[6]
  - Belgique : 9 juillet 1997
  - France : 20 août 1997[7]
- Classification :
  - États-Unis : les enfants de moins de 17 ans doivent être accompagnés d'un adulte (R – Restricted)[N 1]
  - France : interdit aux moins de 12 ans[7],[8]
  - Belgique : potentiellement préjudiciable jusqu'à 16 ans (KNT/ENA : Kinderen Niet Toegelaten  / Enfants Non Admis)[N 2],[9]
  - Québec : 16 ans et plus (violence) (16+ / 16 years and over)[6]

## Distribution
- Nicolas Cage (VF : Dominique Collignon-Maurin ; VQ : Benoît Rousseau) : Cameron Poe, ex-Ranger
- John Cusack (VF : Emmanuel Jacomy ; VQ : Sébastien Dhavernas) : l'US Marshal Vincent « Vince » T. Larkin
- John Malkovich (VF : Edgar Givry ; VQ : Jean-Luc Montminy) : Cyrus Grissom dit « Cyrus le Virus » (The Virus en VO)
- Steve Buscemi (VF : Bernard Gabay ; VQ : Jacques Lavallée) : Garland Greene dit « Le Boucher de Marietta » (The Marietta Mangler en VO)
- Ving Rhames (VF : Olivier Proust ; VQ : Yves Corbeil) : Nathan Jones alias « Le Chien aux Diamants » (Diamond Dog en VO)
- Colm Meaney (VF : Jacques Frantz ; VQ : Bernard Fortin) : Duncan Malloy, l'agent de la DEA
- Nick Chinlund (VF : Pascal Renwick ; VQ : Daniel Picard) : William Bedford dit « Billy le Barge » (Billy Bedlam en VO)
- Mykelti Williamson (VF : Jean-Louis Faure ; VQ : Pierre Auger) : Mike O'Dell alias « Baby'O »
- Dave Chappelle (VF : Jacques Martial ; VQ : François L'Écuyer) : Joe Parker alias « Maboule » (Pinball en VO)
- Rachel Ticotin (VF : Pascale Vital ; VQ : Marie-Andrée Corneille) : la garde Sally Bishop
- Danny Trejo (VF : Frédéric Cerdal) : Johnny Baca dit « Johnny 23 »
- M. C. Gainey (VF : Michel Vigné ; VQ : Jean-Marie Moncelet) : Earl Williams dit « Le Crapaud » (Swamp Thing en VO)
- Monica Potter (VF : Martine Irzenski ; VQ : Anne Bédard) : Tricia Poe
- Landry Allbright : Casey Poe
- José Zúñiga (VF : Jean-Jacques Nervest) : Willie Sims
- Angela Featherstone (VF : Caroline Beaune) : Ginny
- John Roselius(VF : Jacques Richard) : Skip Denvers
- Steve Eastin (VF : Michel Fortin) : le garde Falzon
- Renoly Santiago : Ramon Martinez
- Jesse Borrego (VF : Damien Boisseau) : Fransisco Cindino
- Joey Miyashima : le technicien
- Don S. Davis : l'automobiliste de la voiture accidentée
- Emilio Rivera : Carlos
- David Ramsey : Londell
- John Diehl : l'avocat de Cameron
- Doug Hutchison : Donald, le garde
- Powers Boothe : l'officier quittant la cérémonie (caméo vocal, non crédité)

## Production
Pour le rôle de Cameron Poe, Stephen Baldwin, William Baldwin, Tom Cruise, Johnny Depp, Dolph Lundgren, Brad Pitt, Keanu Reeves, Kurt Russell, Arnold Schwarzenegger, Steven Seagal, Sylvester Stallone, Patrick Swayze et Jean-Claude Van Damme étaient tous originellement pressentis pour incarner le rôle principal, finalement Interprété par Nicolas Cage.
John Travolta, Mickey Rourke, Willem Dafoe, Gary Oldman, Kevin Bacon, Alec Baldwin, George Clooney, Robert De Niro, Michael Douglas, Richard Dreyfuss, James Gandolfini, Ed Harris, Rutger Hauer, William Hurt, Michael Keaton, Michael Madsen, Jack Nicholson, Sean Penn, Ron Perlman, Tim Robbins, Tom Sizemore, Peter Weller et Bruce Willis étaient pressentis pour le rôle de Cyrus Grissom, le méchant du film, finalement obtenu par John Malkovich.
John Turturro, Robert Downey Jr., Charlie Sheen et Matthew Broderick devaient Interpréter le rôle de Vince Larkin.
Wesley Snipes était pressenti pour incarner Mike O'Dell, le meilleur ami de Cameron Poe, tandis que Joe Parker devait être Interprété par Martin Lawrence.

## Bande originale
La musique du film est composée par Mark Mancina et Trevor Rabin. On peut entendre dans le film la chanson inédite How Do I Live, écrite par Diane Warren et interprétée par Trisha Yearwood ou encore Sweet Home Alabama de Lynyrd Skynyrd.
Liste des titres
1. Con Air Theme – 1:34
2. Trisha – 1:04
3. Carson City – 3:05
4. Lear Crash – 4:44
5. Lerner Landing – 3:28
6. Romantic Chaos – 1:23
7. The Takeover – 3:52
8. The Discharge – 1:09
9. Jailbirds – 0:59
10. Cons Check Out Lerner – 1:56
11. Poe Saves Cops – 2:25
12. The Fight – 0:23
13. Battle In The Boneyard – 7:41
14. Poe Meets Larkin – 1:16
15. Bedlam Larkin – :49
16. Fire Truck Chase – 4:22
17. Overture – 4:19

## Accueil

### Accueil critique
Le film a reçu un accueil critique plus ou moins positif, recueillant 55 % de critiques favorables, avec un score moyen de 5,7⁄10 et sur la base de 62 critiques collectées, sur le site Rotten Tomatoes. Sur le site Metacritic, il obtient un score de 52⁄100, sur la base de 22 critiques collectées.
En 1998, le film a reçu à la 18e cérémonie des Razzie Awards une récompense pour le pire manquement de respect à la vie humaine et aux édifices publics et une nomination pour la pire bande originale pour Diane Warren.

### Box-office
Le film a connu un succès commercial au box-office, rapportant 224 117 573 $ à l'international (dont 101 117 573 $ aux États-Unis et au Canada). Il a réalisé 999 420 entrées en France (1 009 031 selon "Allociné"), 304 245 entrées en Belgique et 241 293 entrées en Suisse.

## Distinctions

### Récompense1997
- Prix Bogey[N 3]

### Récompenses1998
- ASCAP Film and Television Music Awards : ASCAP Award des compositeurs du meilleur film au box-office pour Diane Warren
- Blockbuster Entertainment Awards :
  - Acteur préféré dans un film d’action/aventure pour Nicolas Cage
  - Second rôle masculin préféré dans un film d’action / aventure pour John Cusack
- BMI Film and TV Awards : Prix BMI de la meilleure musique de film pour Mark Mancina
- Jupiter Awards : meilleur acteur international pour Nicolas Cage

### Nominations1998
- Academy of Science Fiction, Fantasy and Horror Films - Saturn Award : meilleur acteur dans un second rôle pour Steve Buscemi
- ALMA Awards : meilleure actrice dans un long métrage pour Rachel Ticotin
- Blockbuster Entertainment Awards :
  - Second rôle féminin préférée dans un film d’action / aventure pour Rachel Ticotin
  - Meilleure chanson d'un film pour la chanson How Do I Live
- Grammy Awards : meilleure chanson écrite spécifiquement pour un film ou une télévision pour Diane Warren (chanson How Do I Live ?)
- Motion Picture Sound Editors :
  - Meilleur montage son, effets sonores et bruitages
  - Meilleur montage son, dialogues et doublages
- Online Film and Television Association : meilleure musique, chanson originale pour Diane Warren et LeAnn Rimes
- Oscars :
  - Meilleur mixage de son pour Kevin O'Connell, Greg P. Russell (en) et Art Rochester (en)
  - Meilleure chanson originale pour How Do I Live ? de Trisha Yearwood

## Éditions en vidéo
- En France, le film Les Ailes de l'enfer est sorti en DVD le 28 octobre 1998[17]. Le film est ressorti trois fois en DVD, en édition spéciale le 3 juillet 2001[18], et deux fois en Director's cut le 2 mai 2007[19] et le 19 novembre 2008[20]. Par la suite, le film sort en Blu-ray le 13 juin 2007[21] et en VOD le 13 mars 2017[7].
- Au Québec, le film est sorti en DVD / Blu-ray le 26 octobre 1998[1].

## Autour du film
- Les scènes de Las Vegas ont été tournées dans un hôtel célèbre qui devait être démoli fin 1996, aussi l'équipe de production profita-t-elle de l'opportunité pour financer la démolition, au grand plaisir des promoteurs[22],[23].
- C'est le premier film de Simon West[24] et le premier film produit par Jerry Bruckheimer sans son associé Don Simpson, décédé le 19 janvier 1996[25].
- Lors de la présentation du détenu incarné par Ving Rhames au début du film, le personnage de John Cusack indique que "Denzel Washington aurait déjà accepté le rôle". Cela peut prêter à sourire en VF puisque Cusack est justement doublé dans ce film par Emmanuel Jacomy, voix française habituelle de Denzel Washington.